# Talaos
Talaos (altgriechisch Ταλαός Talaós, lateinisch Talaus) ist eine Figur aus der griechischen Mythologie.
Er war der Sohn des Bias und der Pero. Je nach Überlieferung wird Eurynome, Tochter des Iphitos, Lysimache, Tochter des Abas oder Lysianassa, Tochter des Polybos als Gattin des Talaos genannt. Seine Kinder waren Adrastos, Astynome, Parthenopaios, Pronax, Mekisteus, Aristomachos, Hippomedon und Eriphyle.
Talaos war König von Argos aus dem Hause der Biantiden und nahm am Argonautenzug teil. Nach seinem Tode wurde er in Argos begraben und sein Sohn Adrastos übernahm die Herrschaft.